# Bulbophyllum lamingtonense
Bulbophyllum lamingtonense là một loài phong lan thuộc chi Bulbophyllum.